# Cross Gene
Cross Gene (tiếng Hàn: 크로스진) là nhóm nhạc Hàn Quốc được Amuse Korea thành lập và quản lý, gồm 4 thành viên: Shin, Sangmin, Yongseok, Seyoung (người Hàn). Họ phát hành album đầu tiên là Timeless: Begins" vào ngày 11 tháng 6 năm 2012 và đạt thứ hạng 8 trên BXH album của Gaon.

## Lịch sử
Nhóm xuất hiện lần đầu vào ngày 11 tháng 6 năm 2012.
Tên của nhóm có ý nghĩa là: "Hội tụ các kiểu gene tốt của mỗi nước để tạo thành một nhóm hoàn hảo".
Casper đã rời nhóm và tham gia The Unit.
| Members      | - Shin - Sangmin - Yongseok        |
|              |                                    |
| Past members | - Seyoung - J.G. - Casper - Takuya |

## Video âm nhạc
| Năm  | Tên                                | Độ dài | Album                 |
| ---- | ---------------------------------- | ------ | --------------------- |
| 2012 | "La-Di Da-Di"                      | 3:15   | Timeless: Begins      |
| 2012 | "Sky High"                         | 3:14   | Timeless: Begins      |
| 2012 | "For This Love"                    | 2:50   | Timeless: Begins      |
| 2012 | "La-Di Da-Di" (Japanese version)   | 3:15   | Timeless: Future      |
| 2012 | "For This Love" (Japanese version) | 3:13   | Timeless: Future      |
| 2013 | "Shooting Star"                    | 4:37   | Ying Yang             |
| 2014 | "Amazing -Bad Lady-"               | 2:45   | Nahago Nolja          |
| 2014 | "Shooting Star" (Korean version)   | 4:37   | Shooting Star(single) |
| 2014 | "Billion Dolla"                    | 6:29   | Future (single)       |
| 2014 | "I'm Not a Boy, Not Yet a Man"     | 3:50   | Nahago Nolja          |
| 2014 | "Future"                           | 4:11   | Ying Yang             |
| 2015 | "Nahago Nolja"                     | 4:00   | Nahago Nolja          |
| 2015 | "Nahago Nolja" (dance version)     | 3:31   | Nahago Nolja          |
| 2015 | "Nahago Nolja" (lip sync version)  | 3:31   | Nahago Nolja          |
| 2015 | "Love & Peace"                     | 4:36   | Ying Yang             |
| 2015 | "Shi-tai!"                         | 3:24   | Ying Yang             |
| 2016 | "Noona, You"                       | 3:29   | Game                  |
| 2016 | "Ying Yang"                        | N/A    | Ying Yang             |
| 2017 | "Black or White" (Drama Version)   | 5:56   | Mirror                |
| 2017 | "Black or White" (Dance Version)   | 4:14   | Mirror                |
| 2018 | "Fly"                              | 3:19   | Zero                  |

## Phim
| Năm  | Tên | Thành viên  | Kênh |
| ---- | --- | ----------- | ---- |
| 2012 | Cross BattLE |             | HTB  |
| 2012 | Tiệm rau của anh chàng độc thân                                                                                          | Shin Won Ho |      |
| 2012 | Big - Hoán đổi linh hồn                                                                                                  | Shin Won Ho |      |
| 2014 | ZEDD (Shin vai Nine, Seyoung vai Zero, Casper vai Six Hundred, Yongseok vai Seven, Sangmin vai Thirteen và Takuya vai i) |             |      |
| 2014 | Siêu trộm trổ tài | Shin Won Ho |      |
| 2015 | The lover - chung cư tình yêu (Takuya vào vai Takuya)                                                                    | Takuya      |      |
| 2017 | Children of the 20th Century                                                                                             | Shin Won Ho |      |
| 2017 | Huyền thoại biển xanh | Shin Won Ho |      |

## Giải thưởng và đề cử
| Năm  | Đề cử / Tác phẩm | Giải thưởng        | Kết quả   |
| ---- | ---------------- | ------------------ | --------- |
| 2013 | Cross Gene       | K-Pop Rookie Award | Đoạt giải |

## [1]Liên kết ngoài
- Website chính thức (tiếng Hàn)
- Website chính thức (tiếng Nhật)

1. ↑  “CROSS GENE Profile”.